# 熱血!スペシャ中学
熱血!スペシャ中学（ねっけつ・すぺしゃちゅうがく）はスペースシャワーTVで放送されていた音楽を主体としたバラエティ番組。

2003年4月～2006年3月放送。通称「スペ中（すぺちゅう）」。

## 歴代の出演者

### 舞台となったC組メンバー
- 先生：いとうせいこう
- 副担任：珍小窓（声：高戸靖広）

53期生（2003年4月～2005年3月）
- 池田貴史（レキシ／ex.SUPER BUTTER DOG／100s)
- 大野憲太郎（NANANINE）
- オカモト“MOBY ”タクヤ（Scoobie Do）
- グローバー義和（SKA SKA CLUB／Jackson vibe）
- スネオヘアー
- HUNTER　(YCHC／ex.mach25)
- YUMI（BEAN BAG）
- 小向美奈子 （2003年4月～7月）
- 安めぐみ （2003年9月～）

54期生（2005年4月～2006年3月）
- 金澤ダイスケ（フジファブリック）
- 中富雄也（風味堂）
- 永友聖也（キャプテンストライダム）
- 松本光由（ex.POMERANIANS）
- ミドリカワ書房
- Salyu
- 池田貴史
- 安めぐみ

### Ｂ組をはじめ他組メンバー
Ｂ組
- 堂島孝平 （2004年1月初登場）
- ワタナベイビー（ホフディラン） （2003年6月初登場）
- 岩田アッチュ（NIRGILIS） （2004年1月初登場）
- 朱雀祐輝 (NANANINE)
- 瀬崎順治 (NANANINE)
- 川関浩司 (NANANINE)
- 金澤耕介 (BEAN BAG)
- 高井哲史 (BEAN BAG)
- YUICHI (navi-A／ex.mach25)
- 大野憲太郎 ※[54期]

Ａ組
- 河原崎亙（POMERANIANS）
- HUNTER ※[54期]
- オカモト“MOBY ”タクヤ ※[54期]

Ｄ組
- ANI（スチャダラパー）

Ｅ組
- YUMI ※[54期]
- グローバー義和 ※[54期]
- スネオヘアー ※[54期]

### 転校生(授業を一緒に学ぶゲスト)
03年
- 上中丈弥　(THE イナズマ戦隊)
- 増子真二　(DMBQ)
- マーヤ　(KING BROTHERS)
- 小林亮三　(CUNE)
- 大石昌良　(Sound Schedule)
- 黒兄　(SOURCE)
- 桜井誠　(Dragon Ash)
- 西寺郷太　(ノーナ・リーヴス)
- YAMA　(COOL DRIVE)
- 大正九年
- 後藤正文　(ASIAN KUNG-FU GENERATION)
- SATOSHI　(3.6 MILK)
- 鈴木圭介　(フラワーカンパニーズ)
- 神宮司治　(レミオロメン)
- ホリエアツシ　(ストレイテナー)
- TAKUMA　(10-FEET)

04年
- 常田真太郎　(スキマスイッチ)
- Michelle
- 大川たけし　(東京60WATTS)
- 辻香織
- 海北大輔　(LOST IN TIME)
- 小宮山雄飛　(ホフディラン、BANK$)
- KREVA
- 掟ポルシェ　(ロマンポルシェ)
- 金澤ダイスケ　(フジファブリック)
- 安藤裕子
- 一色徳保　(つばき)
- 徳田憲治　(スムルース)
- 渡和久　(風味堂)
- ハナレグミ

05年
- 三浦拓也　(DEPAPEPE)
- 小高芳太朗　(ランクヘッド)
- 中田裕二　(椿屋四重奏)
- カトウタロウ　(BEAT CRUSADERS)
- ナヲ　(マキシマムザホルモン)
- 二階堂腱ヂ　(微熱DANJI)
- TOMOVSKY
- 櫻井雄一　(ART-SCHOOL)
- 宮田和弥　(ex.ジェット機)

### 先輩(授業のため特別ゲスト)
- 佐藤泰司　(シアターブルック)
- 曾田茂一　(FOE、EL-MALO)
- 熊谷和徳（タップダンサー）
- 高桑圭　(GREAT3)
- 増子直純　(怒髪天)
- GONTITI
- 真心ブラザーズ

## 学園祭
毎年「学園祭」と題して、ライブハウスでイベントを行っていた。毎回5時間近くに及んでいる。
- 2003年11月24日開催　「熱血! スペシャ中学 学園祭2003～LOVELOVEしようよ～」

場所：ラフォーレミュージアム六本木
- 2004年11月14日開催　「熱血! スペシャ中学 学園祭2004 Bloody Junior祭～YOU&I～」

場所：Zepp Tokyo
- 2005年11月5日開催　「熱血! スペシャ中学 学園祭2005～初冬ギロッポン～」

場所：ラフォーレミュージアム六本木

## 携帯やインターネットとのコラボレート
- セガカラ

携帯電話の着信メロディダウンロードサイトの「セガカラ」の中では、番組放送中に飛び出した発言やテーマに伴ってメンバーが即興で作る鼻歌をダウンロードできるようになっていた。
- TEPCOひかり

ネット上で番組を展開している「TEPCOひかり」のサイトでは、「放課後トーク」と題して番組出演メンバーが生で視聴者と電話を結んだりしながらトークを展開していた。また、2004年からは学園祭の生ストリーミングも行ってきた。
- アフタースクール

2011年11月に、学年長のグローバー義和の提案から、「熱血！スペシャ中学」アフタースクールと題して、スペースシャワーLIVE Channelにて復活！
- スペースシャワーアーカイブス「熱血!スペシャ中学」

2014年、SSTV開局25周年を記念したスペシャル番組の一環で、当時のレギャラー出演者が揃い、当時を振り返るトーク番組。出演者は、いとうせいこう、安めぐみ、グローバー義和、池田貴史、スネオヘアー、オカモトMOBYタクヤ。動画サイトでは未公開バージョンが配信された。

## 校歌
「熱血!スペシャ中学 校歌」
53期生が通信生(視聴者)から公募した詞にメンバーが曲をつけ完成させたもの。バンド名も公募により「The Rolling Bloody Jr. High!」となる。
- 池田貴史 - （キーボード、コーラス、プロディース)
- 大野憲太郎 - （ギター、コーラス)
- オカモト“MOBY ”タクヤ - （ドラム、コーラス)
- グローバー義和 - （ボーカル)
- スネオヘアー - （ベース、コーラス)
- HUNTER - （ラップ、コーラス)
- YUMI - （ボーカル)
- 安めぐみ - （コーラス、シャウト、トランペット)
- いとうせいこう - (コーラス)

「熱血!スペシャ中学 校歌 (54期性ver.)」
新たに54期生による公募による詞で完成させたもの。バンド名も公募により「GLOY -グロイ-」となる。CD化はしていない。
- 金澤ダイスケ - （キーボード、コーラス)
- 中富雄也 - （ドラム、コーラス)
- 永友聖也 - （ボーカル、ギター)
- 松本光由 - （ギター、コーラス)
- ミドリカワ書房 - （ベース、コーラス、ハープ)
- Salyu - （ボーカル)
- 安めぐみ - (コーラス、シャウト)
- 池田貴史 - （キーボード、コーラス、プロディース)

## CD
- 「熱血!スペシャ中学 校歌」（2004年5月発売）

53期生ver.によるもの(通販・タワレコ限定販売)

## 書籍
- たのしい国語【おませさん】－熱血！スペシャ中学・指定教科書（双葉社） ISBN 4575297585

## スピンオフ番組
2016年12月29日、スペースシャワーTVのいとうせいこうメジャーデビュー30周年企画の一環として、「熱血!スペシャ中学　再登校スペシャル」が放送された。
出演は、いとうと珍小窓のほか、53・54期生から池田、グローバー、MOBY、スネオヘアー、YUMI、金澤、永友、中富、松本、安。B組から堂島、ワタナベイビーのほか、新メンバーとして渡辺明日香（赤色のグリッター）が加わった。
当日は、放送直後にBSスカパー!にて「補修編」と称した延長版が放映された。これは2度の再放送の時も直後ではないものの連動して放送された。
また、本放送前と放送後にそれぞれ過去の放送分のアンコール放送が数回にわたり行われた。

## スタッフ
- 構成：柴田たかし、須平敦宣
- 美術デザイン：小泉博康
- 音効：松元浩一郎
- 編集：中村和正
- MA：スタジオヴェルト
- スタイリスト：中谷康一
- 協力：コード服装、DAMMTRAX
- 編成：守隨憲信（スペースシャワーTV）
- AP：武川悦子
- ディレクター：河野友加、斉藤将之、鐘井博之（河野、斉藤どちらか一人が担当。鐘井は総集編を担当。）
- プロデューサー：花立慎一
- 制作著作：スタジオアルタ、スペースシャワーTV